# Trichaphodioides bellus
Trichaphodioides bellus är en skalbaggsart som beskrevs av S. Endrödi 1961. Trichaphodioides bellus ingår i släktet Trichaphodioides och familjen Aphodiidae. Inga underarter finns listade i Catalogue of Life.